# Мормон (пророк)
Мормон (англ. Mormon) — пророк в «Книге Мормона», по имени которого названа эта книга. Как утверждал Джозеф Смит, Мормон был пророком-историком, который выгравировал краткое изложение истории своего народа на золотых пластинах. Святые последних дней верят в то, что Мормон был нефийским пророком, который жил на Американском континенте в IV в.
«Книга Мормона» сообщает, что от пророка Аммарона Мормон узнал, где хранится летопись его народа, которую вели многие поколения его предков. В ней также говорится о том, что позднее Мормон сократил почти тысячелетнюю хронику, составленную его предшественниками, и дополнил её собственными откровениями. Как утверждается, им написаны «Слова Мормона» и первые семь глав Книги Мормона (часть «большой» «Книги Мормона»). Затем Мормон передал свои записи сыну Моронию.

## История жизни
Как гласит «Книга Мормона», он родился примерно в 311 году и был назван в честь отца. Когда ему было около 10 лет, ему явился пророк Аммарон и рассказал, где найти священные писания нефийских пророков и на чём можно записать его собственные откровения. В возрасте 11 лет отец увёз Мормона в землю Зарагемля.
Мормон пишет, что когда ему было 15 лет, ему явился Иисус Христос.
В возрасте 16 лет Мормон становится главнокомандующим армии нефийцев и ведёт затяжную войну с ламанийцами.
В соответствии с наставлением Аммарона Мормон отправился на гору (холм) Шим, когда ему было 24 года, где находились летописи и сократил их.
В 362 году Мормон написал, что он «совершенно отказался быть … военачальником и вождём» нефийцев «из-за их злодеяний и мерзостей». Тем не менее, примерно 30 лет спустя Мормон принял решение вернуться на пост главнокомандующего, поскольку нефийская армия терпела тяжёлые поражения.